# Хосе Мільтон Мельґар
Хосе Мільтон Мельґар (ісп. José Milton Melgar, нар. 20 вересня 1959, Санта-Крус-де-ла-Сьєрра) — болівійський футболіст, що грав на позиції півзахисника. Відомий за виступами за низку болівійських та закордонних клубів, зокрема «Блумінг», «Бока Хуніорс» та «Рівер Плейт», а також у складі національної збірної Болівії. Триразовий чемпіон Болівії.

## Клубна кар'єра
Хосе Мільтон Мельґар народився в 1959 році в місті Санта-Крус-де-ла-Сьєрра. У дорослому футболі дебютував у 1979 році виступами за місцеву команду «Блумінг», в якій грав до 1985 року, взявши участь у 189 матчах чемпіонату. У 1984 році Мельґар став у складі команди чемпіоном Болівії.
У 1985 році Хосе Мільтон Мельґар став гравцем аргентинського клубу «Бока Хуніорс», у складі якого грав до 1988 року. У 1988 році футболіст став гравцем іншої аргентинської команди «Рівер Плейт», у складі якої грав до 1989 року.
У 1989 році Мельґар повернувся на батьківщину, де став гравцем клубу «Болівар». у 1990 році футболіст грав у складі клубу «Орієнте Петролеро», у складі якого в цьому році вдруге став чемпіоном країни. У 1991 році Хосе Мельґар знову грав у складі «Блумінга», а наступний рік провів у складі чилійського клубу «Евертон» (Вінья-дель-Мар). У 1993 році Мельґар грав у складі болівійського клубу «Зе Стронгест», у складі якого втретє став чемпіоном Болівії, а в 1994 році грав у складі чилійського клубу"Кобрелоа". У 1995 році футболіст знову грав у складі клубу «Болівар», а 1996 році у складі команди «Реал Санта-Крус».У 1997 році знову став гравцем клубу «Блумінг», і в кінці цього ж року завершив виступи на футбольних полях.

## Виступи за збірну
У 1980 році Хосе Мільтон Мельґар дебютував у складі національної збірної Болівії. У складі збірної був учасником розіграшу Кубка Америки 1983 року у різних країнах, розіграшу Кубка Америки 1987 року в Аргентині, розіграшу Кубка Америки 1989 року у Бразилії, розіграшу Кубка Америки 1991 року у Чилі, розіграшу Кубка Америки 1993 року в Еквадорі, чемпіонату світу 1994 року у США, розіграшу Кубка Америки 1995 року в Уругваї, розіграшу Кубка Америки 1997 року у Болівії, де разом з командою здобув «срібло». У складі збірної грав до 1997 року, провів у її формі 89 матчів, забивши 6 голів.

## Кар'єра тренера
Хосе Мільтон Мельґар розпочав тренерську кар'єру в 2000 році, коли став головним тренером своєї колишньої команди «Орієнте Петролеро». У цьому ж році він також працював головним тренером команди «Блумінг». У 2002—2003 роках колишній футболіст очолював тренерський штаб юнацької збірної Болівії, після чого до кінця 2003 року вдруге очолював тренерський штаб команди «Орієнте Петролеро».

## Титули і досягнення
- Чемпіон Болівії (3):

«Блумінг»: 1984
«Орієнте Петролеро»: 1990
«Зе Стронгест»: 1993
- Срібний призер Кубка Америки: 1997